# La casa sulle colline
La casa sulle colline (A House in the Hills) è un film thriller del 1993, diretto da Ken Wiederhorn.

## Trama
La giovane Alex sogna di fare l'attrice e si presenta a un provino dietro l'altro, ma senza risultati. Determinata a non mollare, si guadagna però intanto da vivere con alcuni lavoretti. Accetta così di trascorrere un weekend dai ricchi coniugi Ronald e Sondra Rankin, che nel fine settimana lasceranno incustodita la casa per godersi una gita in barca. Prima di partire avvertono Alex che, recentemente, una donna è stata uccisa nella piscina di una villa adiacente alla loro.
Rimasta sola, Alex prova con compiacimento gli eleganti vestiti della signora Rankin, quando riceve la visita dell'addetto alla disinfestazione, Mickey. Spacciandosi per la proprietaria, introduce l'uomo in casa, ma questi mostra presto le sue vere intenzioni: vendicarsi del padrone di casa. Spaventata, Alex confessa la sua identità, ma ormai il sequestratore non può lasciarla andare. Tra i due, però, nasce un'inaspettata intesa, che sfocia anche in momenti di passione.
Mickey spiega alla giovane i motivi del suo gesto: anni prima il signor Rankin, per intascare i soldi dell'assicurazione, l'aveva incaricato di rapinare, con il fratello Dick, quella stessa villa (senza rivelare a chi appartenesse), salvo poi coglierli in flagrante, uccidendo Dick e facendo incarcerare Mickey. Alex, pur innamorata, prova la fuga, ma si imbatte nel nuovo vicino Willie, a cui si era presentata, mentre era ostaggio di Mickey, come la signora Rankin. Willie è in realtà l'assassino della piscina: voleva uccidere la Rankin, perché nella sua risaputa infedeltà rivedeva la prima moglie, ma aveva sbagliato abitazione. Non creduta, Alex palesa la sua identità, viene aggredita e poi salvata dall'intervento di Mickey, che lega il killer in cantina.
Quando i Rankin rincasano, Ronald prende Mickey in ostaggio, ma Alex salva la situazione, sfruttando le sue abilità attoriali nell'inventare una liaison con Ronald, a cui la moglie crede, minacciando vendetta. Ronald comprende di essere doppiamente tenuto in pugno, perché il sequestratore si è impadronito delle più inestimabili tra le rose che coltiva nella sua serra. Nascono varie colluttazioni, Willie trova la morte e Ronald tenta invano un uxoricidio visto ormai come extrema ratio. Mickey e Alex fuggono e si separano. Tempo dopo, lui la vede recitare in televisione; finite le riprese, lei riceve in regalo una delle preziosissime rose.